# Phidippus olympus
Phidippus olympus là một loài nhện trong họ Salticidae.
Loài này thuộc chi Phidippus. Phidippus olympus được Edwards miêu tả năm 2004.